# 巴爾薩斯足球會
巴爾薩斯足球會（Fussballclub Balzers）是一支位於列支敦士登巴尔策斯的足球隊，現時參加瑞士丙組足球聯賽。巴爾薩斯成立於1932年5月1日，當時與特里森及華杜斯在同一年成立成為列支敦士登最早成立的足球隊之一。然而巴爾薩斯初期的成績不及兩隊，直到1964年才首次贏得列支敦士登盃。

## 榮譽
- 列支敦士登盃:

 冠軍 (11)：1963–64, 1972–73, 1978–79, 1980–81, 1981–82, 1982–83, 1983–84, 1988–89, 1990–91, 1992–93, 1996–97

## 外部鏈接
- 官方網站 （页面存档备份，存于）